# Édouard Pelseneer
Édouard Alfred Florent Pelseneer (Brussel, 15 februari 1870 - Leuven, 1 januari 1947), is een Belgisch Art Nouveau-architect die vooral actief was in het Brussels Hoofdstedelijk Gewest.

## Biografie
Édouard Pelseneer was de zoon van Henri Pelseneer, een van de voornaamste Art nouveau-meubelfabrikanten die het grootste deel van de meubels en deuren maakte voor Victor Horta.
Pelseneer was leerling van Ernest Hendrickx aan de Normaalschool voor Tekenkunsten in Sint-Joost-ten-Node. In 1889-1891 volgde hij nog twee jaar architectuur aan de Koninklijke Academie voor Schone Kunsten van Brussel.
Hij was een tijd lang assistent van architect Léon Govaerts.
Hij maakt deel uit van de tweede generatie Art nouveau-architecten in de trend van de geometrische Art nouveau ingeleid door Paul Hankar (in tegenstelling tot de Art nouveau floral van Victor Horta).
De modernistische architect Maurice Van Nieuwenhuyse liep stage bij Pelseneer.

## Werken (selectie)

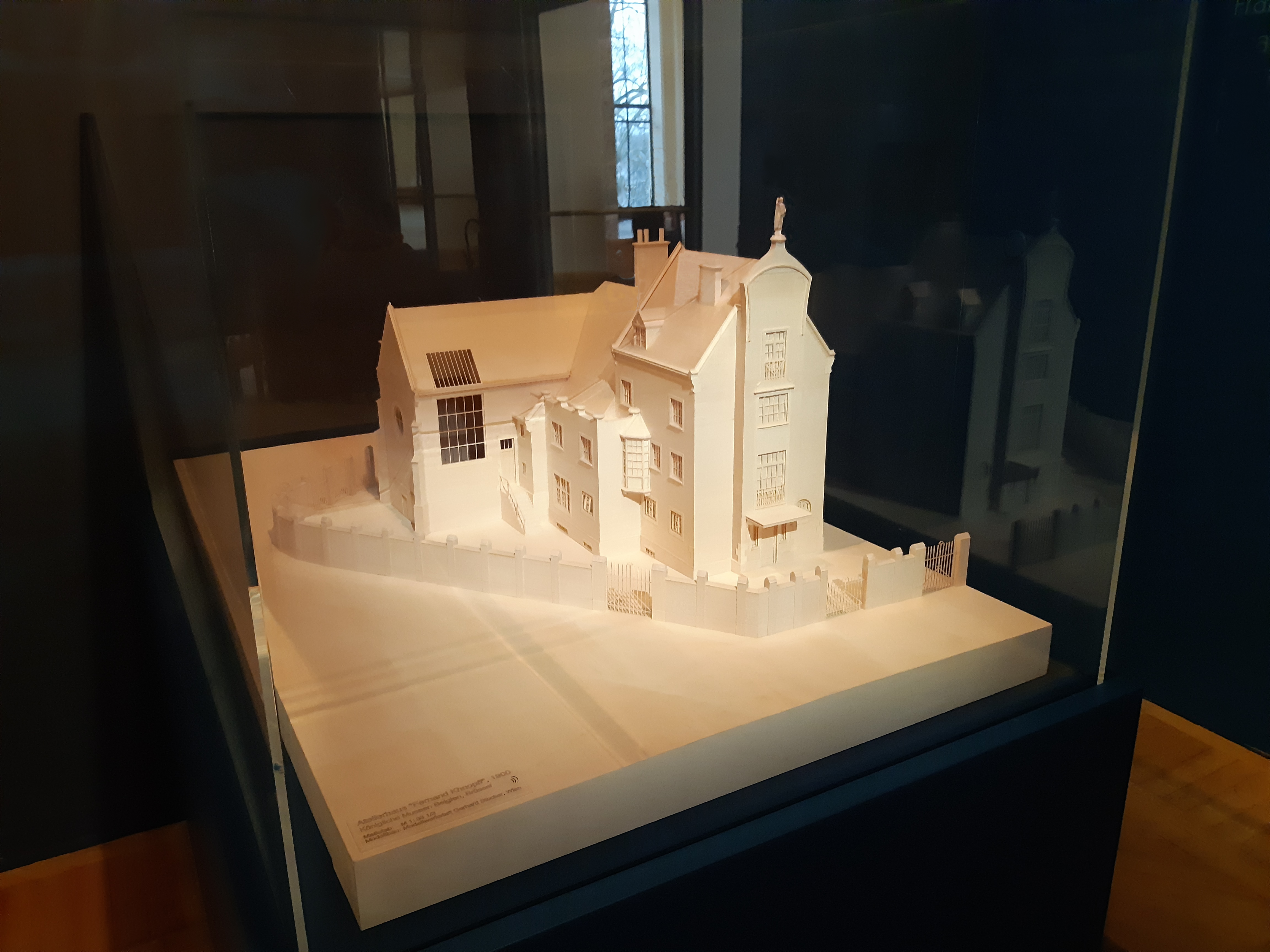
Maquette van het woonhuis-atelier van Fernand Khnopff

- de woning Les Hiboux op de Brugmannlaan 55 in Sint-Gillis (1899), met sgraffito van Paul Cauchie
- Villa Khnopff, de woning van kunstschilder Fernand Khnopff in Elsene (1900, gesloopt in 1938)
- Woning Dricot in Elsene (1900)
- Villa Pelseneer zijn eigen huis-atelier in Ukkel (1910)

- Union List of Artist Names: 500258511
- Virtual International Authority File: 172586003